# Basket-Ball Club Black Star Mersch
Il Basket-Ball Club Black Star Mersch è una società cestistica avente sede a Mersch, in Lussemburgo. Fondata nel 1934, gioca nel campionato di pallacanestro lussemburghese.

## Palmarès
- Campionato lussemburghese: 2

1966, 1968